# Paesaggio con conigli
Paesaggio con conigli è un dipinto del pittore olandese Aelbert Cuyp datato 1641-1642 circa.

## Storia
La tavola è identificabile con il paesaggio citato nell'inventario scritto da Gio.Francesco I Brignole-Sale entro il 1684. Il dipinto risultava quindi presente a Palazzo Rosso dall'epoca della sua costruzione e gli inventari, che la attribuiscono a una generica scuola fiamminga, lo collocano nella Sala dell'Estate, al II piano nobile. Dalla fine del XIX secolo venne attribuita al pittore genovese Sinibaldo Scorza, noto ritrattista di animali. La corretta attribuzione Aelbert Cuyp viene propostaj nel 1894 da Giovanni Quinzio, a quel tempo direttore delle civiche raccolte. La corretta identificazione dell’autore di questo paesaggio in un ambito olandese, e non fiammingo, spettava già a Frizzoni che evidenzia la similitudine con le opere di Salomon van Ruysdael e di Jan van Goyen. Dal 1889 fa parte delle collezioni civiche genovesi per legato di Maria Brignole-Sale De Ferrari.

## Descrizione
Aelbert Cuyp, figlio e probabilmente allievo di Jacob Cuyp, è noto soprattutto per le vedute pastorali che il pittore realizzò anche in dipinti di altro genere: dai ritratti alle scene bibliche. L'artista risulta particolarmente abile nel trattare la luce e gli effetti atmosferici, privilegiando la luminosità soffusa. L'ambiente di questa tavola è quieto e sereno. In primo piano a sinistra è raffigurata una famiglia di conigli, la cui rappresentazione è resa monumentale dall’uso di una prospettiva ribassata. L’artista utilizza questo escamotage per enfatizzare le dimensioni degli animali rispetto a quella delle minuscole figure umane sullo sfondo ottenendo un risultato quasi surreale.